# Sphenometopa
Sphenometopa är ett släkte av tvåvingar. Sphenometopa ingår i familjen köttflugor.

## Dottertaxa tillSphenometopa, i alfabetisk ordning[1]
- Sphenometopa altajica
- Sphenometopa bergi
- Sphenometopa bifasciata
- Sphenometopa bogdanowitschi
- Sphenometopa claripennis
- Sphenometopa cocklei
- Sphenometopa czernyi
- Sphenometopa efflatouni
- Sphenometopa elegans
- Sphenometopa eluta
- Sphenometopa fedtschenkoi
- Sphenometopa gissarica
- Sphenometopa grunini
- Sphenometopa gussakovskii
- Sphenometopa jacobsoni
- Sphenometopa karelini
- Sphenometopa kiritshenkoi
- Sphenometopa koulingiana
- Sphenometopa kovalevi
- Sphenometopa kozlovi
- Sphenometopa licenti
- Sphenometopa lindneri
- Sphenometopa locuples
- Sphenometopa loewiana
- Sphenometopa luridimacula
- Sphenometopa mannii
- Sphenometopa martynovi
- Sphenometopa matsumurai
- Sphenometopa mesomelaenae
- Sphenometopa mongolica
- Sphenometopa montivaga
- Sphenometopa natalensis
- Sphenometopa nebulosa
- Sphenometopa nevskii
- Sphenometopa planitarsis
- Sphenometopa ponomarenkoi
- Sphenometopa potanini
- Sphenometopa przewalskii
- Sphenometopa raddei
- Sphenometopa satunini
- Sphenometopa semenovi
- Sphenometopa severtsovi
- Sphenometopa stackelbergi
- Sphenometopa stackelbergiana
- Sphenometopa steinii
- Sphenometopa stelviana
- Sphenometopa tergata
- Sphenometopa variegata
- Sphenometopa violae